# Ursula Donath
Ursula « Ulla » Donath (née Jurewitz le 30 juillet 1931 à Frauenburg) est une athlète allemande spécialiste du 800 mètres. Licencié au SV Halle, elle mesure 1,66 m pour 55 kg.

## Carrière

### Palmarès
| Date | Compétition           | Lieu | Résultat | Performance  |
| ---- | --------------------- | ---- | -------- | ------------ |
| 1960 | Jeux olympiques d'été | Rome | 3e       | 2 min 05 s 6 |

### Records
| Épreuve    | Performance  | Lieu | Date |
| ---------- | ------------ | ---- | ---- |
| 800 mètres | 2 min 05 s 6 | Rome | 1960 |